# Thaumastochloa heteromorpha
Thaumastochloa heteromorpha är en gräsart som beskrevs av Bryan Kenneth Simon. Thaumastochloa heteromorpha ingår i släktet Thaumastochloa och familjen gräs. Inga underarter finns listade i Catalogue of Life.